# Ormiscodes hyadesi
Ormiscodes hyadesi är en fjärilsart som beskrevs av Paul Mabille 1885. Ormiscodes hyadesi ingår i släktet Ormiscodes och familjen påfågelsspinnare. Inga underarter finns listade i Catalogue of Life.